# Border Zone
Border Zone ist ein Computerspiel der US-amerikanischen Firma Infocom aus dem Jahr 1987. Es gehört zum Genre der Textadventures.

## Handlung
Die Handlung im Stil eines Spionageromans spielt zur Zeit des Kalten Krieges in der fiktiven Stadt Ostnitz, die an der Grenze zwischen den (ebenfalls fiktiven) Staaten Frobnia und Litzenburg liegt. In den drei in beliebiger Reihenfolge spielbaren Teilen des Adventures schlüpft der Spieler nacheinander in die Rolle eines amerikanischen Geschäftsmanns, eines verwundeten amerikanischen Agenten und eines amerikanisch-sowjetischen Doppelagenten. Die drei Spielteile sind miteinander verknüpft; so trifft der Spieler beispielsweise im ersten Teil als amerikanischer Geschäftsmann den verwundeten Agenten, einen Nicht-Spieler-Charakter, den er im zweiten Teil dann selbst verkörpert. Ziel des Spiels ist es, einen Anschlag auf den amerikanischen Botschafter in Ostnitz zu verhindern.

## Spielprinzip und Technik
Das Textadventure wird über Tastatur gesteuert, wobei englische Worte, Kurzsätze und komplexere Sätze über einen Text-Parser eingegeben werden. Im Gegensatz zu allen anderen Infocom-Adventures und den allermeisten anderen Textadventures wird Border Zone in Echtzeit gespielt, das heißt, das Spiel läuft weiter, auch wenn der Spieler keine Eingaben tätigt. Da Spieler und Fachpresse dieses gestalterische Novum trotz einer eingebauten Pause-Funktion ablehnten, blieb es bei einem einmaligen Experiment. Border Zone hat keine Grafik und keinen Sound. Technische Entwicklungsbasis ist die Z-machine; die Umsetzung erfolgte für die damals gängigen Heimcomputer Apple II, Atari ST und Commodore 64 sowie für PCs mit den Betriebssystemen Mac OS und MS-DOS.

## Produktionsnotizen
Marc Blank, einer der Gründer von Infocom und dort zuletzt als Entwicklungschef tätig, war ein Jahr zuvor entlassen worden, da die Firma sich wegen ihrer hohen Schuldenlast umstrukturierte. Eigner Activision drängte Infocom zur Produktion weiterer Adventures, Infocom hatte aber kein Geld mehr für die Einstellung dafür notwendiger, neuer Autoren. Blank, der nach seiner Entlassung als Software-Entwicklungschef bei Simon & Schuster gearbeitet hatte und mittlerweile für die Firma American Interactive Media an der Entwicklung des Philips CD-i arbeitete, heuerte als freier Mitarbeiter bei seinen alten Kollegen an, um seine Vision von einem Textadventure in Echtzeit zu realisieren.
Obwohl alle anderen Infocom-Textadventures für den Amiga erschienen sind, wurde Border Zone nicht für diesen populären Heimcomputer angeboten, obwohl wegen der systemübergreifenden Funktionsweise der Z-machine keine Entwicklungsarbeiten notwendig gewesen wären. Die Spielverpackung enthielt sogenannte „Feelies“, für das Spiel hergestellte Gegenstände, die die Spielwelt greifbarer machen sollen. Im Falle von Border Zone waren dies ein Frobnia-Reiseführer, eine Landkarte der Grenzregion zwischen Frobnia und Litzenburg, eine Visitenkarte eines Buchhändlers in Litzenburg, ein Streichholzbriefchen sowie ein Zugfahrplan der „Frobnia National Railway“, der im Spiel referenziert wurde und somit einen Kopierschutz darstellte.
2019 wurde der Quelltext des Spiels auf dem Software-Entwicklungs-Repository GitHub veröffentlicht.

## Rezeption

### Zeitgenössische Rezensionen
Für das deutsche Magazin Power Play lobte Anatol Locker die Atmosphäre des Spiels, die „John le Carré oder John Forsyth (sic) (…) nicht besser (hätten) beschreiben können“. Er kritisierte aber den geringen Schwierigkeitsgrad und den geringen Umfang des Spiels. Co-Rezensent Boris Schneider-Johne stellte die Überlegenheit von Infocom gegenüber konkurrierenden Firmen des Adventure-Genres heraus, merkte aber eine geringe Puzzledichte negativ an.
In einer Rezension des New York Magazin von 1987 wurde Border Zone als spannendes Textadventure mit Stilelementen von Alfred Hitchcock, Ian Fleming und John le Carré charakterisiert. Für die Computer Gaming World wertete Rezensentin Scorpia Border Zone als „enttäuschend“ und „eines der schwächsten Spiele von Infocom“. Sie diagnostizierte zwar eine Verwandtschaft mit den Spionageromanen von Edward Phillips Oppenheim, kritisierte aber grobe Logiklücken beim Vergleich der drei Subspiele; Erfolg oder Misserfolg in einem der Spielteile hätte keinen Einfluss auf die anderen Teile, was keinen Sinn mache, da die drei Geschichten parallel und miteinander verwoben abliefen. Scorpia kritisierte außerdem die Linearität des Spiels. Die US-Zeitschrift PC Magazine zog Vergleiche zu den Spionageromanen von John le Carré. Rezensent Gus Venditto lobte die ins Spiel integrierte Hilfefunktion, deren Fehlen ein Manko bei anderen Spielen des Genres und die „längst überfällig“ sei.

### Retrospektive
Eine Untersuchung zur Computerspielgeschichte und -theorie aus dem Jahr 2006 würdigte einerseits das handwerklich überzeugend gemachte Spiel und die gut geschriebene Handlung. Andererseits wurde die „Echtzeit“-Spielweise von Border Zone bemängelt, bei der es sich zwar um ein interessantes, aber für Textadventures (Interactive Fiction) letztlich ungeeignetes Experiment gehandelt habe.